# Ludwig Blume-Siebert
Ludwig Blume-Siebert  (* 23. September 1853 in Arolsen; † 1929 in München) war ein deutscher Genremaler und Illustrator.

## Leben

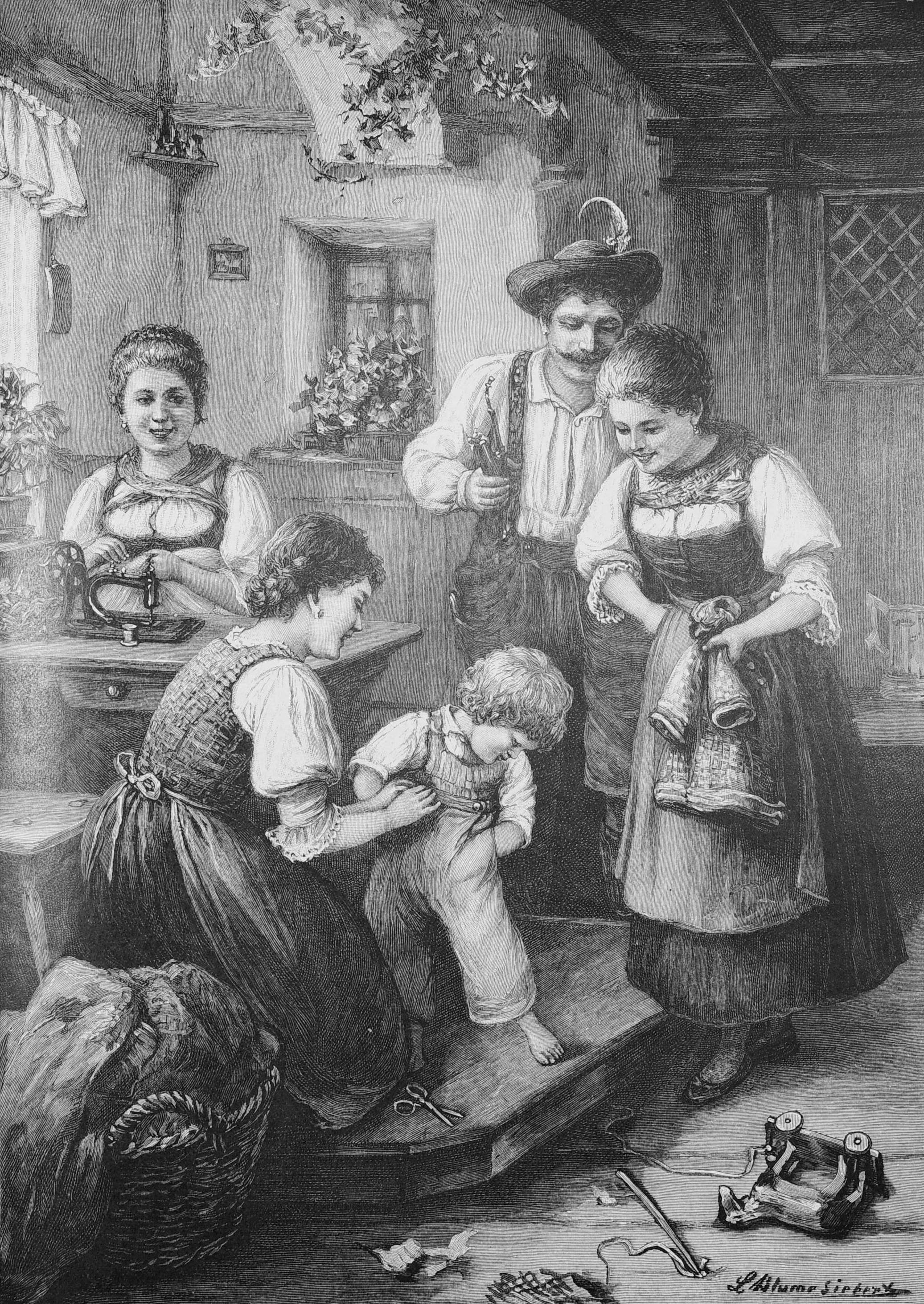
Die ersten Hosen, Illustration in der Zeitschrift Die Gartenlaube, 1897

Er war der Sohn eines Bademeisters aus Arolsen. Wilhelm von Kaulbach erkannte das Talent des jungen Ludwig und ermöglichte 1870 seine Ausbildung an der Nürnberger Kunstgewerbeschule, die sein Schwiegersohn August von Kreling leitete. Ludwig Blume-Siebert studierte danach ab 1871 Malerei an der Kunstakademie Düsseldorf, vor allem bei Julius Roeting, und wechselte nach dem Brand 1872 an die Akademie der Bildenden Künste München, wo er bei Franz Defregger ab 1873 die Genremalerei für sich entdeckte. Von 1874 bis 1879 lebte er in New York.
Besonders in den letzten beiden Jahrzehnten des 19. Jahrhunderts war Ludwig Blume-Siebert mit Illustrationen in der Familienzeitschrift Die Gartenlaube und die Illustrierte Leipziger Volkszeitung vertreten. In den 1890er Jahren hielt er sich zuweilen in der Willingshäuser Malerkolonie auf. 1906 besuchte er die niederländische Provinz Zeeland.
In seinen Motiven, die den Geschmack der Zeit trafen, deren Qualität jedoch bei weitem nicht die ihrer Vorbilder Franz Defregger, Ludwig Knaus oder Benjamin Vautier d. Ä. erreichen, zeigte Blume-Siebert vor allem idyllische und volkstümliche Szenen des Lebens auf dem Lande, häufig mit Kindern. Seine Arbeiten zeigte er anlässlich von Ausstellungen u. a. in München (1883: „Das erste Geburtstagsfest“, 1888: „Die ersten Schuhe“, 1893: „Lustiger Stadtbesuch“), Bremen und Dresden (1884: „Ein Tänzchen an Bord“) sowie in Berlin (1886: „Hausierer vor einem Bauernhaus“; „Mittagsruhe“, Kupferstich nach Blume-Siebert von Richard Herzner, Berlin). Das Gemälde „Idylle. Alter Schäfer mit Enkelchen auf dem Schoß“ von 1886 erwarb das Museum in Altenberg. Ein „Kücheninterieur“, Öl auf Leinwand, 56,9 × 45,7 cm, erwarb 1962 das Museum in Kassel. Es ist heute in der Neuen Galerie ausgestellt.